# André Bernis
Pour les articles homonymes, voir Bernis et Bienaymé.
André Marie Ernest Arthur Bienaymé dit André Bernis, né le 7 septembre 1898 à Ploemeur (Morbihan) et mort le 14 juillet 1959 dans le 16e arrondissement de Paris, est un officier de marine et un écrivain français.

## Biographie
Fils d'un officier d'infanterie, petit-fils d'un inspecteur général du Génie maritime et membre correspondant de l'Académie des Sciences et arrière-petit-fils d'un Commissaire général de la Marine, il entre à l'École navale dont il sort diplômé en 1916. 
André Bienaymé navigue pendant deux ans sur une canonnière le long du cours supérieur du Yangzi Jiang. Il raconte ses aventures sous le pseudonyme d'André Bernis dans son premier ouvrage, le plus connu : Les Nuits du Yang-Tsé, paru en 1930 qui est remarqué par Joseph Kessel comme un exemple d' « aventure vécue ».
Il se marie le 27 novembre 1933 avec Marie-Cécile Knall-Demars (1909-1992). De cette union né un fils, Alain, en 1934.[réf. nécessaire]

## Œuvres
- 1929 : Le Solitaire de Hawkes Bay, nouvelle inédite parue dans l'hebdomadaire Gringoire du 17 mai 1929.
- 1929 : La Marque humaine, nouvelle inédite parue dans l'hebdomadaire Gringoire du 21 juin 1929.
- 1929 : La Fin de Jacques Posanges, nouvelle inédite parue dans l'hebdomadaire Gringoire du 2 août 1929. Nouvelle reprise dans Le Cap des Tourmentes en 1933.
- 1929 : Luna de Porto Pim, nouvelle inédite parue dans l'hebdomadaire Gringoire du 27 septembre 1929.
- 1930 : Tempête sur l'Atlantique, nouvelle inédite parue dans la Revue de France du 1er août 1930. Nouvelle reprise dans La Cap des Tourmentes en 1933.
- 1930 : Le Secret de Li Hong Tchin, nouvelle inédite parue dans l'hebdomadaire Gringoire du 8 août 1930. Nouvelle reprise dans Escales jaunes en 1935.
- 1930 : Les Nuits du Yang-Tsé, récit de voyage et d'aventures, préface de Joseph Kessel, 1 volume in-12° de 245 pages, couverture illustrée par Henri Gervèse peintre officiel de la Marine, aux Éditions de France[8],[9]. Prépublication en 16 épisodes dans l'hebdomadaire Gringoire du 11 octobre 1929 au 24 janvier 1930. Réédition aux éditions Phébus en octobre 1996 avec la préface originale de Joseph Kessel[10].
- 1931 : Jeux de cirque, nouvelle inédite parue dans l'hebdomadaire Gringoire du 12 juin 1931.
- 1931 : Roses des sables, nouvelle inédite parue dans la Revue de France du 1er décembre 1931.
- 1931 : La Loi du Renard, nouvelle inédite parue dans l'hebdomadaire Gringoire du 18 décembre 1931.
- 1932 : Le Mystère de la "Pomone", nouvelle inédite parue dans l'hebdomadaire Gringoire du 13 mai 1932. Nouvelle reprise dans Le Cap des Tourmentes en 1933.
- 1932 : Fumées sur l'Atoll, roman exotique inédit paru dans l'hebdomadaire Gringoire des 29 juillet et 28 août 1932. Roman repris dans Escales jaunes en 1935.
- 1933 : La Fille des dunes, nouvelle inédite parue dans l'hebdomadaire Gringoire du 28 avril 1933. Nouvelle reprise dans Le Cap des Tourmentes en 1933.
- 1933 : Le Jeu des généraux, nouvelle inédite parue dans l'hebdomadaire Gringoire du 21 juillet 1933. Nouvelle reprise dans Escales jaunes en 1935.
- 1933 : Le Cap des Tourmentes, recueil de nouvelles[11], 1 volume in-16° de 249 pages, couverture illustrée par Léon Haffner peintre officiel de la Marine, aux Éditions de France[12]. Réédité en 1937 chez le même éditeur.
- 1934 : Le Renégat, récit barbaresque inédit paru dans l'hebdomadaire Gringoire du 30 novembre 1934.
- 1935 : La Rançon, nouvelle inédite parue dans l'hebdomadaire Gringoire du 4 janvier 1935. Nouvelle reprise dans Escales jaunes en 1935.
- 1935 : Escales jaunes, roman, aux Éditions de France, 1 volume in-16° de 236 pages. Tirage sur Alfa constituant l'édition originale.
- 1936 : Fortune de mer, nouvelle inédite parue dans l'hebdomadaire Gringoire du 13 mars 1936.
- 1936 : Telaga Warna, nouvelle inédite parue dans l'hebdomadaire Gringoire du 1er mai 1936.
- 1945 : Sous le signe du Croissant, recueil de deux nouvelles en 1 volume de 138 pages, illustrations de Léon Haffner peintre officiel de la Marine, aux Éditions de France.

## Distinctions
- Chevalier de la Légion d'Honneur le 30 juin 1928.
- Officier de la Légion d'Honneur le 22 juin 1939.
- Commandeur de la Légion d'Honneur le 6 février 1950[13].